# Campylocentrus brunneus
Campylocentrus brunneus är en insektsart som beskrevs av Fowler. Campylocentrus brunneus ingår i släktet Campylocentrus och familjen hornstritar. Inga underarter finns listade i Catalogue of Life.